# Hjalmar Ramsten
Karl Hjalmar Ramsten, född 1 november 1904 i Hammerdal, Jämtlands län, Sverige, död 8 mars 1989 i Norrahammar, Sverige. Pastor, psalmförfattare och koralkompositör och gift med Agnes Viktoria, gift Ramsten.

## Psalmer
- Flera psalmer i sånghäftena Helgad åt Herren och Sångartoner.